# Bottenvikens Silverkyrka
Bottenvikens Silverkyrka är en acid techno-duo som består av Ludvig Widman och Andréas Brännström. Duon träffades 2015 och släppte året därpå sin första EP-skiva. Deras musik har beskrivits som en blandning av "en kyrklig stämning" och acid techno. 2019 nominerades gruppen till både "Årets elektro/dans" på Grammisgalan och till "Årets dans" på P3 Guld.

## Diskografi

### Studioalbum
- 2019 – Tre-noll-treenigheten

### EP-skivor
- 2016 – Det stora uppvaknandet
- 2017 – Arken
- 2018 – Stadskyrkan